# Tracadie-Sheila
Tracadie-Sheila – miasto w Kanadzie, na wschodzie prowincji Nowy Brunszwik, w hrabstwie Gloucester, na Półwyspie Akadiańskim. Miasto powstało poprzez połączenie miasta Tracadie ze wsią Sheila.
Liczba mieszkańców Tracadie-Sheila wynosi 4 474. Język francuski jest językiem ojczystym dla 95,4%, angielski dla 2,7% mieszkańców (2006).